# Hilmar Thate

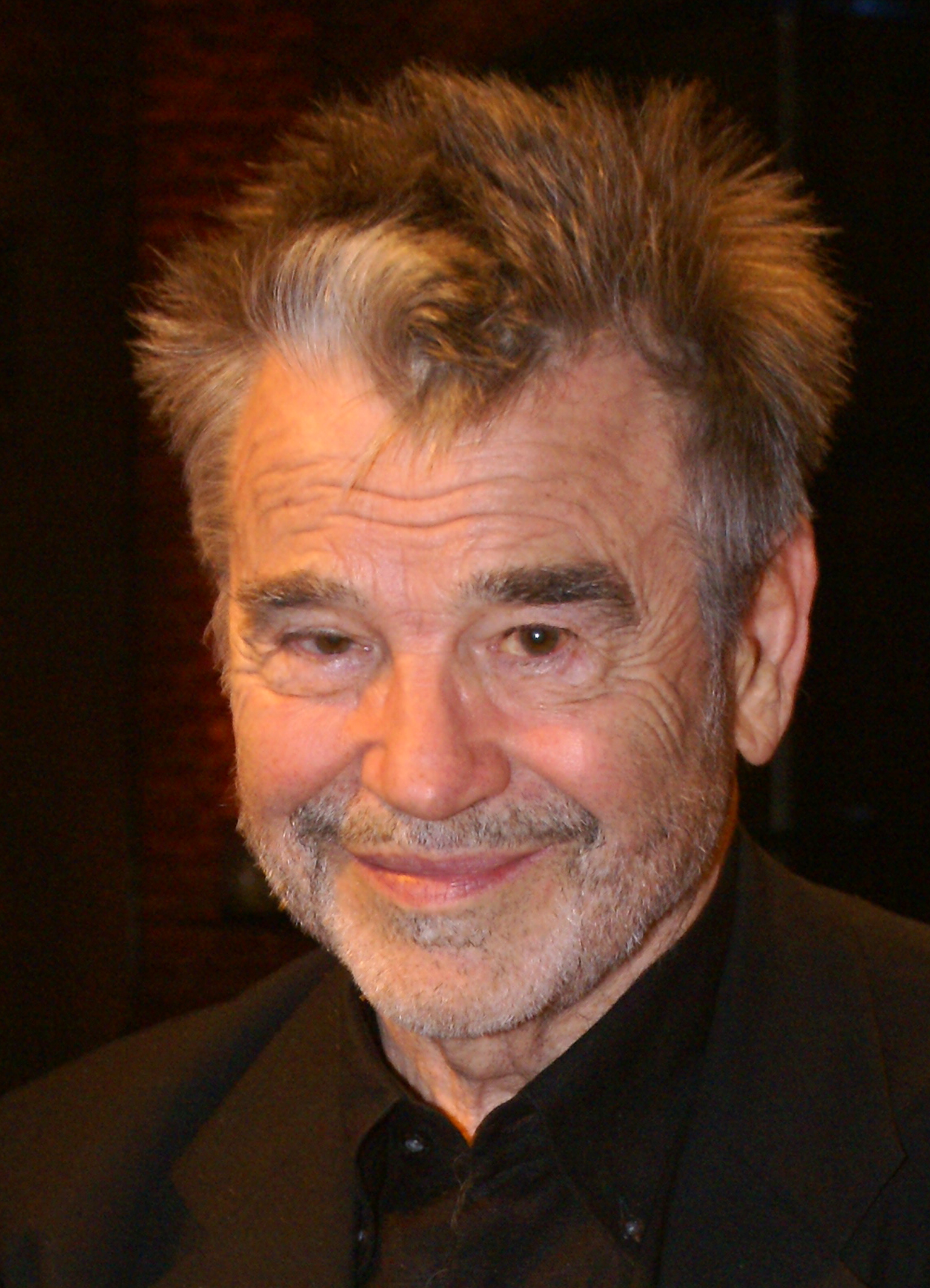
Hilmar Thate (2006)

Hilmar Otto Thate (* 17. April 1931 in Dölau, Saalkreis; † 14. September 2016 in Berlin) war ein deutscher Schauspieler und Synchronsprecher.

## Leben
Thate, Sohn eines Lokomotivschlossers und einer Hausfrau, wuchs in Halle (Saale) auf, wo er bis zur 10. Klasse die Franckeschen Stiftungen besuchte. Bereits als Schüler einer Laienschauspielgruppe angehörend, folgte für Hilmar Thate eine Schauspielausbildung an der Staatlichen Hochschule für Theater und Musik in seiner Heimatstadt, die er 1949 mit dem Staatsexamen abschloss. Er begann seine Theaterlaufbahn im selben Jahr am Stadttheater Cottbus. 1951 gelangte er an das Theater der Freundschaft in Berlin, das heutige Theater an der Parkaue, anschließend an das Maxim-Gorki-Theater in Berlin und 1959 an das Berliner Ensemble. Dort blieb er bis zum Tode der Intendantin Helene Weigel 1971 und wechselte danach an das Deutsche Theater, dem er bis 1980 angehörte. Thate wurde in der DDR zweimal zum Theaterschauspieler des Jahres gewählt: 1967 für seine Darstellung des Galy Gay in Mann ist Mann von Bertolt Brecht und danach, bereits am Deutschen Theater, für seine Verkörperung von Shakespeares Richard III. Er wohnte in den 1960er Jahren in der Frankfurter Allee 23 in Berlin-Friedrichshain.
Ab 1951 arbeitete er im DEFA Studio für Synchronisation als Synchronsprecher, bevor er 1955 sein Filmdebüt gab.
Nach der Ausweisung von Wolf Biermann wurde Thate, der zu den Unterzeichnern der Protestpetition gehörte, ab 1976 in seiner Tätigkeit als Schauspieler in der DDR erheblich behindert, sodass er beschloss, das Land zu verlassen. Ab 1980 lebte er mit Angelica Domröse in West-Berlin, und beide waren unter Intendant Boy Gobert an den Staatlichen Schauspielbühnen Berlin engagiert.
Hilmar Thate arbeitete später als freier Schauspieler vorwiegend am Theater. Seine bekanntesten Rollen hatte er in Peter Zadeks Inszenierung von Jeder stirbt für sich allein am Schillertheater und, inszeniert von George Tabori, in Gaston Salvatores Stück Stalin in Wien, wo er 1987 gemeinsam mit Angelica Domröse engagiert war. Beide standen auch zusammen in einer Inszenierung von Edward Albees Wer hat Angst vor Virginia Woolf? auf der Bühne.
Er war Mitglied der Akademie der Künste der DDR und seit 1993 Mitglied der Akademie der Künste Berlin.
Hilmar Thate war seit 1976 in zweiter Ehe mit der Schauspielerin Angelica Domröse verheiratet. Aus erster Ehe ist er Vater eines Sohnes, der Bildhauer ist.
Thate starb im Alter von 85 Jahren in Berlin. Seine letzte Ruhestätte fand er auf dem Dorotheenstädtischen Friedhof im Bezirk Mitte.

## Filmografie (Auswahl)
- 1955: Einmal ist keinmal
- 1955: Robert Mayer – Der Arzt aus Heilbronn
- 1958: Das Lied der Matrosen – Regie: Kurt Maetzig
- 1960: Leute mit Flügeln
- 1961: Der Fall Gleiwitz
- 1961: Professor Mamlock
- 1961: Mutter Courage und ihre Kinder (Theateraufzeichnung)
- 1964: Der geteilte Himmel
- 1966: Die Tage der Commune (Theateraufzeichnung)
- 1966: Die Ermittlung (Theateraufzeichnung)
- 1971: Optimistische Tragödie (Fernsehfilm)
- 1971: Avantgarde (Theateraufzeichnung)
- 1973: Zement (Fernsehfilm, 2 Teile)
- 1974: Wahlverwandtschaften
- 1976: Daniel Druskat
- 1976: Leben und Tod Richard III. (Theateraufzeichnung)
- 1978: Fleur Lafontaine
- 1980: Don Juan – Karl-Liebknecht-Str. 78
- 1981: Engel aus Eisen
- 1981: Die zweite Haut
- 1982: Die Sehnsucht der Veronika Voss
- 1983: Dingo
- 1983: Variation – oder Daß es Utopien gibt, weiß ich selber!
- 1989: Frei zum Abschuß
- 1991: Hurenglück
- 1991: Die Väter des Nardino
- 1997: Berlin – Moskau – Regie: Wolfgang F. Henschel
- 1998: Der König von St. Pauli
- 1999: Wege in die Nacht
- 2000: Krieger und Liebhaber
- 2001: Tatort: Ein mörderisches Märchen
- 2002: Operation Rubikon
- 2004: Der neunte Tag
- 2005: Hitlerkantate

## Theater
- 1953: Irina Karnauchowa/Leonid Braussewitsch: Die feuerrote Blume (Ungeheuer) – Regie: Margot Gutschwager (Theater der Freundschaft Berlin)
- 1953: A. Sak/I. Kusnezow: Vorwärts, ihr Mutigen (Truppleiter) – Regie: Paul Lewitt (Theater der Freundschaft Berlin)
- 1953: Iwan Popow: Die Familie (Lenin) – Regie: Werner Schulz-Wittan (Maxim-Gorki-Theater Berlin)
- 1954: William Shakespeare: Die Komödie der Irrungen (Antipholi) – Regie: Hans-Robert Bortfeldt (Maxim-Gorki-Theater Berlin)
- 1954: Maxim Gorki: Dostigajew und andere (Kusmin) – Regie: Maxim Vallentin (Maxim-Gorki-Theater Berlin)
- 1955: Friedrich Wolf: Das Schiff auf der Donau (Sepp) – Regie: Maxim Vallentin (Maxim-Gorki-Theater Berlin)
- 1955: Friedrich Schiller: Die Räuber (Roller) – Regie: Maxim Vallentin (Maxim-Gorki-Theater Berlin)
- 1956: Henrik Ibsen: Gespenster (Osvald) – Regie: Werner Schulz-Wittan (Maxim-Gorki-Theater Berlin)
- 1956: Josef Kajetán Tyl: Das starrsinnige Weib (Johannes Buchfink) – Regie: Karel Palous (Maxim-Gorki-Theater Berlin)
- 1956: Tirso de Molina: Die Rivalin ihrer selbst (Don Melchor) – Regie: Gerhard Winterlich (Maxim-Gorki-Theater Berlin)
- 1961: Helmut Baierl: Frau Flinz (Sohn der Frau Flinz) – Regie: Manfred Wekwerth/Peter Palitzsch (Berliner Ensemble)
- 1967: Bertolt Brecht: Aufstieg und Fall der Stadt Mahagonny (Paul Ackermann) – Regie: Manfred Karge/Matthias Langhoff (Berliner Ensemble)
- 1957: Bertolt Brecht: Leben des Galilei – Regie: Erich Engel (Berliner Ensemble)
- 1957: Ewan MacColl: Unternehmen Ölzweig (Heimkehrender Soldat) – Regie: Joan Littlewood (Maxim-Gorki-Theater Berlin)
- 1962: Bertolt Brecht: Die Tage der Commune (Jean Cabet) – Regie: Manfred Wekwerth/Joachim Tenschert (Berliner Ensemble)
- 1968: Peter Weiss: Viet Nam-Diskurs – Regie: Ruth Berghaus (Berliner Ensemble)
- 1969: Aischylos: Sieben gegen Theben (König von Theben) – Regie: Manfred Karge/Matthias Langhoff (Berliner Ensemble)
- 1970: Walentin Katajew: Avantgarde (Tschorba) – Regie: Fritz Marquardt (Volksbühne Berlin)
- 1972: William Shakespeare: Leben und Tod Richard des Dritten (Richard) – Regie: Manfred Wekwerth (Deutsches Theater Berlin)
- 1974: Johann Wolfgang von Goethe: Die Geschichte Gottfriedens von Berlichingen (Gottfried von Berlichingen) – Regie: Horst Schönemann (Deutsches Theater Berlin)
- 1990: Johann Wolfgang von Goethe: Faust. Der Tragödie erster Teil – Regie: Alfred Kirchner (Schillertheater Berlin)

## Hörspiele (Auswahl)

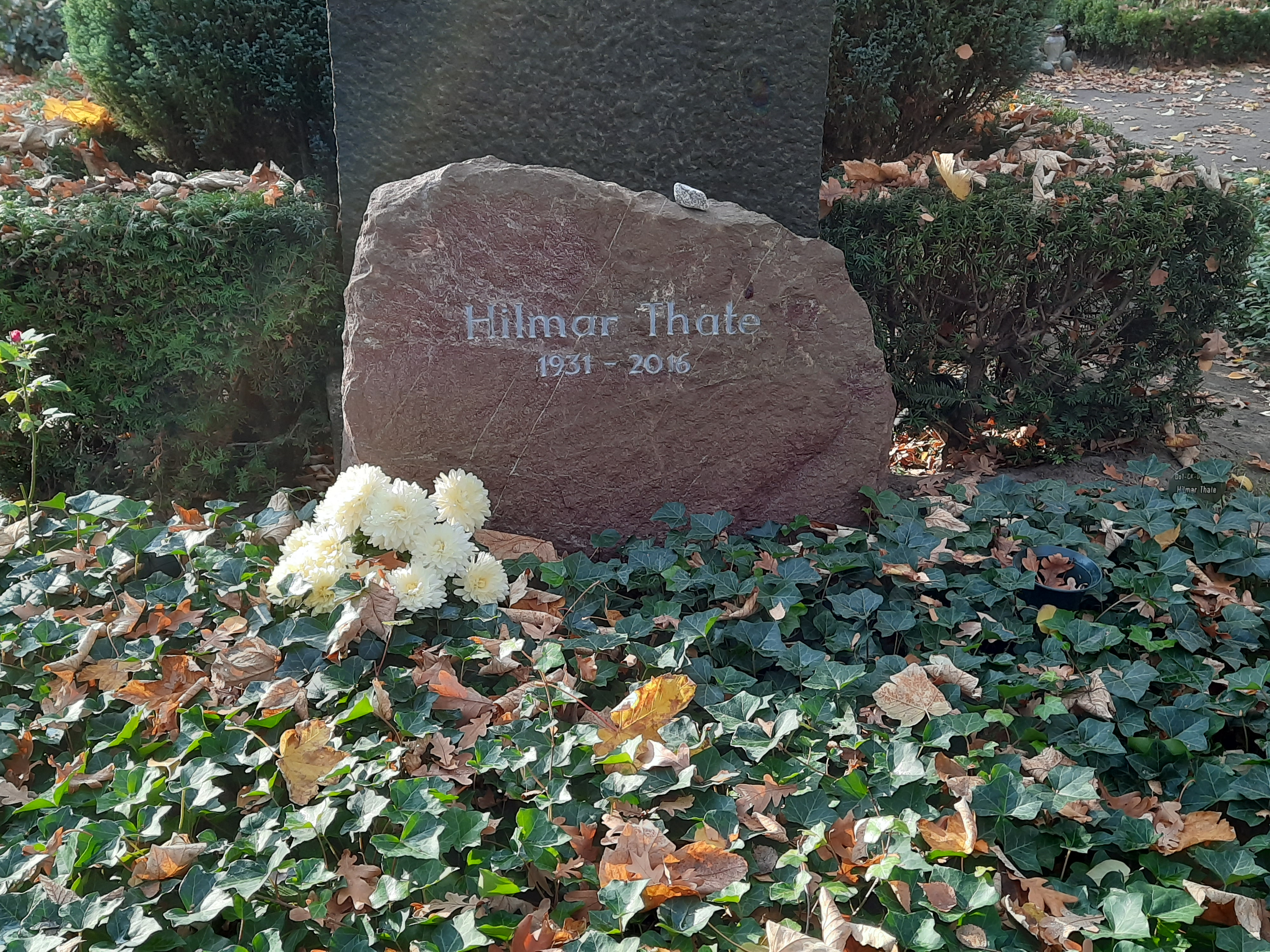
Hilmar Thates Grabstein auf dem Dorotheenstädtischen Friedhof in Berlin

- 1953: Friedrich Wolf: Krassin rettet Italia – Regie: Joachim Witte (Berliner Rundfunk)
- 1955: Lieselotte Gilles/Gerhard Düngel: Der Doktor der Armen (Studiosus Heim) – Regie: Willi Porath (Rundfunk der DDR)
- 1957: Heiner Müller: Die Korrektur – Regie: Wolfgang Schonendorf (Rundfunk der DDR)
- 1958: Peter Erka: Autos machen Leute (Student) – Regie: Werner Wieland (Rundfunk der DDR)
- 1958: Anna und Friedrich Schlotterbeck: S.M.S. Prinzregent Luitpold (Leutnant z. See Schläger) – Regie: Theodor Popp (Rundfunk der DDR)
- 1958: Kurt Sandner: Nacht ohne Gnade – Regie: Werner Grunow (Rundfunk der DDR)
- 1959: Rolf H. Czayka: Der Wolf von Benedetto – Regie: Wolfgang Brunecker (Rundfunk der DDR)
- 1960: Anna und Friedrich Schlotterbeck: An der Fernverkehrsstraße 106 (Fritz, ehem. Matrose) – Regie: Theodor Popp (Rundfunk der DDR)
- 1963: Bertolt Brecht: Das kleine Mahagonny – Regie: Manfred Karge (Rundfunk der DDR)
- 1968: Maxim Gorki: Pasquarello – Der Redakteur (Pasquarello) – Regie: Detlef Kurzweg (Kinderhörspiel – Rundfunk der DDR)
- 1969: Claude Prin: Potemkin 68 – Regie: Edgar Kaufmann (Rundfunk der DDR)
- 1970: Michail Schatrow: Der sechste Juli (Lenin) – Regie: Helmut Hellstorff (Rundfunk der DDR)
- 1971: Günter Kunert: Mit der Zeit ein Feuer (Osiander) – Regie: Wolfgang Schonendorf (Rundfunk der DDR)
- 1971: Bertolt Brecht: Die Tage der Commune (Jean Cabet) – Regie: Manfred Wekwerth/Joachim Tenschert (Litera)
- 1976: Lia Pirskawetz: Das Haus am Park (Jens) – Regie: Barbara Plensat (Rundfunk der DDR)
- 1979: Joachim Brehmer: Jahreswechsel-Wechseljahre – Regie: Achim Scholz (Rundfunk der DDR)
- 1982: Max Frisch: Blaubart (Felix Schaad) – Regie: Ernst Wendt (SDR/WDR)
- 1986: Heinrich Böll: Doktor Murkes gesammeltes Schweigen – Regie: Hermann Naber (SWF/SR)
- 1991: Raymond Chandler: Gesteuertes Spiel (Philip Marlowe) – Regie: Hermann Naber (SWF)
- 1991: Gerhard Zwerenz: Des Meisters Schüler – Regie: Hans Gerd Krogmann (Sachsen Radio)
- 1991: Karl Günther Hufnagel: Hommage an unsere alte Lady – Regie: Ulrich Heising (SFB)
- 1995: Stefan Heym: Der König David Bericht (Benaja) – Regie: Götz Fritsch (MDR/SWF)
- 1998: Russell Graves: Schlusslichter – Ein Weihnachtsblues – Regie: Götz Fritsch (ORF)
- 1999: Marius von Mayenburg: Feuergesicht (Vater) – Regie: Götz Fritsch (Hörspielbearbeitung – SFB/ORB/NDR)
- 1999: Johann Wolfgang von Goethe: Wilhelm Meisters Lehrjahre (Lothario) – Regie: Götz Fritsch (MDR/BR)
- 2000: Daniel Cil Brecher: Der Fuchs und der Igel (Nikita Chruschtschow) – Regie: Robert Matejka (DLR)
- 2000: Donna W. Cross: Die Päpstin (Gerold) – Regie: Walter Niklaus (MDR)
- 2003: Dylan Thomas: Unter dem Milchwald (Captain Cat) – Regie: Götz Fritsch (MDR)
- 2003: Stefan Heym: Kreuzfahrer von heute (Generalfeldmarschall von Klemm-Borowski) – Regie: Walter Adler (MDR)
- 2004: Martin Andersen Nexø: Pelle der Eroberer (Lasse) – Regie: Götz Fritsch (MDR)
- 2006: Johann Wolfgang von Goethe: Iphigenie auf Tauris (Thoas) – Regie: Leonhard Koppelmann (MDR)
- 2009: Thilo Reffert: Schlußlicht – Regie: Götz Fritsch, ARD-Radio-Tatort, (MDR)

## Auszeichnungen
- 1963: Kunstpreis der DDR
- 1964: Nationalpreis der DDR
- 1976: Nationalpreis der DDR
- 1999: Darstellerpreis des Internationalen Filmfestivals Karlovy Vary für Wege in die Nacht
- 2001: Adolf-Grimme-Preis für Wege in die Nacht
- 2003: Bayerischer Fernsehpreis für Operation Rubikon (Bester Schauspieler – Serien und Reihen)

## Filmporträt
- 2008: Hilmar Thate – Schauspielikone und Dorfromantiker (MDR-Reihe Lebensläufe)